# Peeter van Bredael
Peeter van Bredael [-dal], eller Pieter van Bredael, född 29 juli 1629 i Antwerpen, död där 9 mars 1719, var en flamländsk målare. Han var 1640–1644 lärjunge av David Rijckaert (III), reste sedermera i Italien och Spanien och målade sydländska landskap med figurer och djur samt arbetade åtminstone från och med 1648 i Antwerpen, där han blev mästare i målargillet. Av hans tavlor finns två i Brygges akademi, en i Nantes, en på Palais des Beaux-Arts i Lille samt två motstycken, Italienska salutorg, på Nationalmuseum i Stockholm. Tre söner och tre sonsöner till Bredael var likaledes målare.